# 구속주회

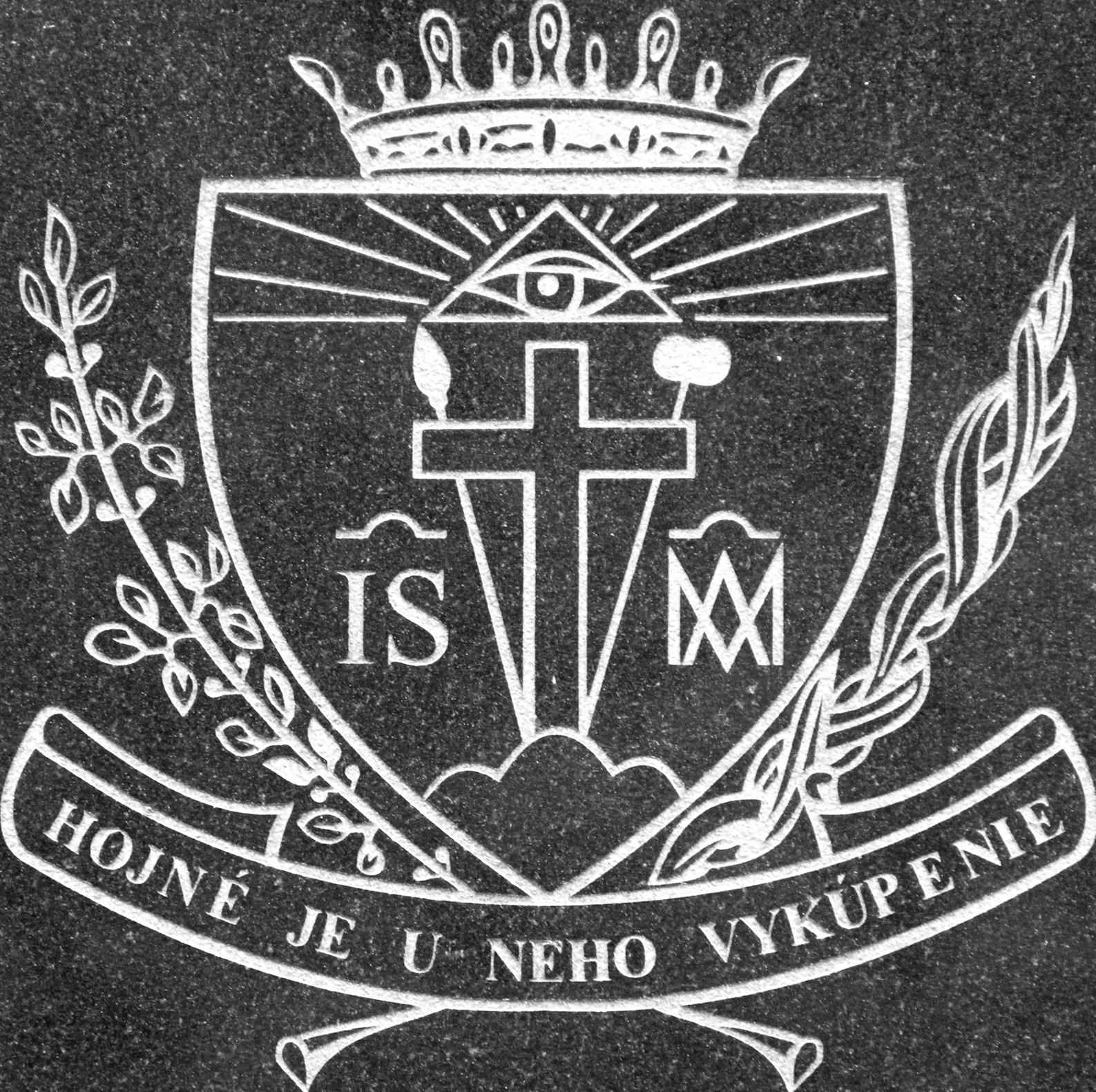

지극히 거룩한 구속주회(라틴어: Congregatio Sanctissimi Redemptoris, 약칭 C.Ss.R.)는 1732년 이탈리아의 주교 성 알폰소 리구오리에 의해 세워진 로마 가톨릭교회 소속의 기독교 수도회이다. 현재 약 6천여 명의 회원이 로마에 총원을 두고 78개국에서 활동하고 있으며, 창립자의 정신에 따라 가난하고 버림받은 이들을 우선으로 선택하여 그들에게 복음을 전하는 선교 활동을 주로 하고 있다.

## 나라별 현황

### 대한민국
대한민국에는 1991년 8월 1일 서울에 첫 공동체가 설립된 이후, 현재 11명의 사제를 포함한 17명의 회원이 생활하고 있다. 2001년 한국 공동체가 설립된 10주년을 맞이하여 구속주회 한국 지구로 승격되었다.

## 같이 보기
- 지극히 거룩하신 구속주의 아들들회